# Seznam ostrovů Kuvajtu
Seznam ostrovů Kuvajtu zahrnuje 10 ostrovů Kuvajtu v Perský záliv, z nichž jeden je zaniklý, neboť se spojil s pevninou a změnil se tak v poloostrov.

## Podle velikosti
|    | ostrov         | anglicky              | arabsky          | rozloha | pobřeží | max.nadm. výška (m) | nejvyšší vrchol | počet obyvatel | hustota zalidnění | největší sídlo                     | oblast       | guvernorát | souostroví                  | moře / záliv / řeka           |
| -- | -------------- | --------------------- | ---------------- | ------- | ------- | ------------------- | --------------- | -------------- | ----------------- | ---------------------------------- | ------------ | ---------- | --------------------------- | ----------------------------- |
| 1  | Búbiján        | Bubiyan Island        | جزيرة بوبيان‎     | 863,00  | —       | 5,0                 | —               | 0              | 0,00              | vojenská základna Mubarak al-Kábir | Búbiján      | Džahra     | ostrovy delty Šatt al-Arabu | Šatt al-Arab, Perský záliv    |
| 2  | Warbah         | Warbah Island         | جَزِيرَة وَرْبَة‎       | 37,00   | —       | —                   | —               | 0              | 0,00              | —                                  | Warbah       | Džahra     | ostrovy delty Šatt al-Arabu | Šatt al-Arab, Perský záliv    |
| 3  | Fajlaka        | Failaka Island        | جَزِيرَة فَيْلَكَا‎      | 20,00   | —       | 10,0                | —               | 147            | 7,35              | Az-Zawr                            | Fajlaka      | Asimah     | Fajlaka                     | Perský záliv                  |
| 4  | Miskan         | Miskan Island         | جَزِيرَة مِسْكَان‎      | 0,75    | —       | —                   | —               | 0              | 0,00              | maják Miskan                       | Fajlaka      | Asimah     | Fajlaka                     | Perský záliv                  |
| 5  | Umm an Namil   | Umm an Namil Island   | جَزِيرَة أُمّ اَلنَّمْل‎   | 0,569   | —       | —                   | —               | 0              | 0,00              | maják Umm an Namil                 | Umm an Namil | Asimah     | ostrovy Kuvajstkého zálivu  | Kuvajtský záliv, Perský záliv |
| 6  | Auhah          | Auhah Island          | جَزِيرَة عَوْهَة‎       | 0,35    | —       | —                   | —               | 0              | 0,00              | maják Umm al Maradim               | Fajlaka      | Asimah     | Fajlaka                     | Perský záliv                  |
| 7  | Umm al Maradim | Umm al Maradim Island | جَزِيرَة أُمّ اَلْمَرَادِم‎ | 0,165   | —       | —                   | —               | 0              | 0,00              | maják Umm al Maradim               | —            | Ahmádí     | Kuvajtské jižní ostrovy     | Perský záliv                  |
| 8  | Kubbar         | Kubbar Island         | جَزِيرَة كُبَّر‎        | 0,11    | —       | —                   | —               | 0              | 0,00              | maják Kubbar                       | —            | Ahmádí     | Kuvajtské jižní ostrovy     | Perský záliv                  |
| 9  | Qaruh          | Qaruh Island          | جَزِيرَة قَارُوه‎      | 0,035   | —       | —                   | —               | 0              | 0,00              | maják Qaruh                        | —            | Ahmádí     | Kuvajtské jižní ostrovy     | Perský záliv                  |
| 10 | Šuwajch        | Shuwaikh Island       | جَزِيرَة قُرَيْن‎       | 0,012   | —       | —                   | —               | —              | —                 | Šuwajch Port                       | Šuwajch Port | Asimah     | ostrovy Kuvajstkého zálivu  | Kuvajtský záliv, Perský záliv |